# Premi del Públic (Festival de Sant Sebastià)
El Premi del Públic Ciutat de Donostia/Sant Sebastià és un premi atorgat per votació popular durant el Festival Internacional de Cinema de Sant Sebastià. Les pel·lícules que opten a aquest premi són les projectades en la secció Perlak, que reuneix les pel·lícules més destacades de l'any entre les presentades en altres festivals internacionals. El premi comporta una dotació econòmica per al distribuïdor espanyol del film guanyador, de 50.000 euros el 2022.
Existeix un segon premi (amb una dotació de 20.000 euros el 2022) per a la pel·lícula de producció europea amb major puntuació (o la segona, si la guanyadora absoluta és també europea).

## Pel·lícules guanyadores
| Any  | Pel·lícula                                      | Director                              | País                                             | Referència |
| ---- | ----------------------------------------------- | ------------------------------------- | ------------------------------------------------ | ---------- |
| 1998 | Central do Brasil                               | Walter Salles                         | Brasil- França                                   | [ 3 ]      |
| 1999 | Avui comença tot                                | Bertrand Tavernier                    | França                                           | [ 4 ]      |
| 2000 | Nationale 7                                     | Jean-Pierre Sinapi                    | França                                           | [ 5 ]      |
| 2001 | Ničija zemlja                                   | Danis Tanović                         | Bòsnia i Hercegovina- Eslovènia- Bèlgica- França | [ 6 ]      |
| 2002 | Bowling for Columbine                           | Michael Moore                         | Estats Units                                     | [ 7 ]      |
| 2003 | Primavera, estiu, tardor, hivern i... primavera | Kim Ki-duk                            | Corea del Sud                                    | [ 8 ]      |
| 2004 | Diarios de motocicleta                          | Walter Salles                         | Argentina- Xile- Perú- França                    | [ 9 ]      |
| 2005 | Holy Lola                                       | Bertrand Tavernier                    | França                                           | [ 10 ]     |
| 2006 | Petita Miss Sunshine                            | Jonathan Dayton i Valerie Faris       | Estats Units                                     | [ 11 ]     |
| 2007 | Caramel                                         | Nadine Labaki                         | Líban                                            | [ 12 ]     |
| 2008 | Cremeu-ho després de llegir-ho                  | Joel i Ethan Coen                     | Estats Units                                     | [ 13 ]     |
| 2009 | Precious                                        | Lee Daniels                           | Estats Units                                     | [ 14 ]     |
| 2010 | Barney's Version                                | Richard J. Lewis                      | Canadà                                           | [ 15 ]     |
| 2011 | The Artist                                      | Michel Hazanavicius                   | França                                           | [ 16 ]     |
| 2012 | The Sessions                                    | Ben Lewin                             | Estats Units                                     | [ 17 ]     |
| 2013 | De tal pare, tal fill                           | Hirokazu Koreeda                      | Japó                                             | [ 18 ]     |
| 2014 | La sal de la terra                              | Wim Wenders i Juliano Ribeiro Salgado | Brasil- Itàlia- França                           | [ 19 ]     |
| 2015 | La nostra germana petita                        | Hirokazu Koreeda                      | Japó                                             | [ 20 ]     |
| 2016 | I, Daniel Blake                                 | Ken Loach                             | Regne Unit- França                               | [ 21 ]     |
| 2017 | Three Billboards Outside Ebbing, Missouri       | Martin McDonagh                       | Regne Unit- Estats Units                         | [ 22 ]     |
| 2018 | Un día más con vida                             | Raúl de la Fuente i Damian Nenow      | Espanya- Polònia- Bèlgica- Alemanya              | [ 23 ]     |
| 2019 | Hors normes                                     | Olivier Nakache i Éric Toledano       | França                                           | [ 24 ]     |
| 2020 | El pare                                         | Florian Zeller                        | França- Regne Unit- Estats Units                 |            |
| 2021 | Petite Maman                                    | Céline Sciamma                        | França                                           |            |
| 2022 | Argentina, 1985                                 | Santiago Mitre                        | Argentina- Estats Units                          |            |

## Premi a la pel·lícula europea
| Any  | Pel·lícula                                     | Director                             | País                                                 |
| ---- | ---------------------------------------------- | ------------------------------------ | ---------------------------------------------------- |
| 2007 | L'escafandre i la papallona                    | Julian Schnabel                      | França- Estats Units                                 |
| 2008 | Etz Limon                                      | Eran Riklis                          | Israel- Alemanya- França                             |
| 2009 | Desert Flower                                  | Sherry Horman                        | Regne Unit- Alemanya                                 |
| 2010 | How Much Does Your Building Weigh, Mr. Foster? | Norberto López Amado I Carlos Carcas | Regne Unit- Espanya                                  |
| 2011 | Et maintenant, on va où?                       | Nadine Labaki                        | França- Líban- Egipte- Itàlia                        |
| 2012 | The Angels' Share                              | Ken Loach                            | Regne Unit- França                                   |
| 2013 | About Time                                     | Richard Curtis                       | Regne Unit                                           |
| 2014 | Relatos salvajes                               | Damián Szifron                       | Argentina- Espanya                                   |
| 2015 | Mountains May Depart                           | Jia Zhangke                          | R.P. de la Xina- França- Japó                        |
| 2016 | La vida d'en Carbassó                          | Claude Barras                        | Suïssa- França                                       |
| 2017 | Jusqu'à la garde                               | Xavier Legrand                       | França                                               |
| 2018 | Girl                                           | Lukas Dhont                          | Bèlgica- Països Baixos                               |
| 2019 | Sorry We Missed You                            | Ken Loach                            | Regne Unit- França- Alemanya                         |
| 2020 | El agente topo                                 | Maite Alberdi                        | Xile- Estats Units- Alemanya- Països Baixos- Espanya |
| 2021 | Le Quai de Ouistreham                          | Emmanuel Carrère                     | França                                               |
| 2022 | As bestas                                      | Rodrigo Sorogoyen                    | Espanya- França                                      |